# Lee megye (Dél-Karolina)
Lee megye az Amerikai Egyesült Államokban, azon belül Dél-Karolina államban található. Megyeszékhelye és legnagyobb városa Bishopville. Lakosainak száma 16 531 fő (2020. április 1.). Lee megye Darlington, Florence, Sumter, Kershaw és Chesterfield megyékkel határos.

## Népesség
A megye népességének változása:
| Lakosok száma | 19 203 | 18 916 | 18 632 | 18 347 | 17 896 | 16 531 |
|               | 2010   | 2011   | 2012   | 2013   | 2015   | 2020   |